# 51e méridien est
En géographie, le 51e méridien est est le méridien joignant les points de la surface de la Terre dont la longitude est égale à 51° est.

## Géographie

### Dimensions
Comme tous les autres méridiens, la longueur du 51e méridien correspond à une demi-circonférence terrestre, soit 20 003,932 km. Au niveau de l'équateur, il est distant du méridien de Greenwich de 5 677 km,.
Avec le 129e méridien ouest, il forme un grand cercle passant par les pôles géographiques terrestres.

### Régions traversées
En commençant par le pôle Nord et descendant vers le sud au pôle Sud, Le 51e méridien est passe par:
| Coordonnées          | Pays, territoire ou mer | Notes |
| -------------------- | ----------------------- | --- |
| 90° 00′ N, 51° 00′ E | Océan Arctique          | |
| 81° 09′ N, 51° 00′ E | Russie                  | Île Arthur, Terre François-Joseph |
| 81° 06′ N, 51° 00′ E | Mer de Barents          | |
| 80° 52′ N, 51° 00′ E | Russie                  | Île de Terre George, Terre François-Joseph                                                                                                  |
| 80° 33′ N, 51° 00′ E | Mer de Barents          | |
| 80° 06′ N, 51° 00′ E | Russie                  | Île Northbrook, Terre François-Joseph |
| 79° 55′ N, 51° 00′ E | Mer de Barents          | |
| 68° 28′ N, 51° 00′ E | Russie                  | |
| 51° 41′ N, 51° 00′ E | Kazakhstan              | |
| 46° 56′ N, 51° 00′ E | Mer Caspienne           | |
| 45° 00′ N, 51° 00′ E | Kazakhstan              | Péninsule de Manguistaou |
| 44° 49′ N, 51° 00′ E | Mer Caspienne           | Baie de Mangyshlak |
| 44° 31′ N, 51° 00′ E | Kazakhstan              | Péninsule de Manguistaou |
| 43° 54′ N, 51° 00′ E | Mer Caspienne           | |
| 36° 46′ N, 51° 00′ E | Iran                    | |
| 28° 51′ N, 51° 00′ E | Golfe Persique          | |
| 25° 59′ N, 51° 00′ E | Qatar                   | |
| 24° 35′ N, 51° 00′ E | Arabie saoudite         | |
| 18° 47′ N, 51° 00′ E | Yémen                   | |
| 15° 08′ N, 51° 00′ E | Océan Indien            | Golfe d'Aden |
| 11° 54′ N, 51° 00′ E | Somalie                 | |
| 10° 22′ N, 51° 00′ E | Océan Indien            | |
| 9° 13′ S, 51° 00′ E  | Seychelles              | Atoll Providence |
| 9° 32′ S, 51° 00′ E  | Océan Indien            | Passe juste à l'ouest de Atoll Farquhar, Seychelles passe entre les îles de l' Archipel Crozet, Terres australes et antarctiques françaises |
| 60° 00′ S, 51° 00′ E | Océan Austral           | |
| 66° 16′ S, 51° 00′ E | Antarctique             | Territoire antarctique australien, revendiqué par l' Australie                                                                              |